# Rise of the Tyrant
Rise of the Tyrant sedmi je studijski album švedskog melodičnog death metal sastava Arch Enemy, objavljen 27. rujna 2007.
Album su producirali Fredrik Nordström i Michael Amott. Nalazio se na 84. mjestu Billboard 200 top liste s 8.900 primjeraka prodanih u prvom tjednu.
Na ograničenom izdanju nalazio se bonus DVD s dvije pjesme uživo, te dokumentarac o njihovoj južnoameričkoj turneji.

## Popis pjesama
| 1.    | »Blood on Your Hands«                                               | 4:41 |
| 2.    | »The Last Enemy«                                                    | 4:15 |
| 3.    | »I Will Live Again«                                                 | 3:32 |
| 4.    | »In This Shallow Grave«                                             | 4:54 |
| 5.    | »Revolution Begins«                                                 | 4:11 |
| 6.    | »Rise of the Tyrant«                                                | 4:33 |
| 7.    | »The Day You Died«                                                  | 4:52 |
| 8.    | »Intermezzo Liberté« (instrumental)                                 | 2:51 |
| 9.    | »Night Falls Fast«                                                  | 3:18 |
| 10.   | »The Great Darkness«                                                | 4:46 |
| 11.   | »Vultures«                                                          | 6:35 |
| 12.   | »The Oath« (bonus pjesma na japanskom izdanju, obrada pjesme Kissa) | 4:16 |
| 48:32 |                                                                     |      |

| 1. | »I Am Legend / Out for Blood« (uživo) | 5:25  |
| 2. | »Diva Satanica« (uživo)               | 4:29  |
| 3. | »Arch Enemy - južnoamerička turneja«  | 16:07 |

## Produkcija
- Arch Enemy

- Angela Gossow − vokal
- Michael Amott − gitara, klavijature
- Christopher Amott − gitara
- Sharlee D'Angelo − bas-gitara
- Daniel Erlandsson − bubnjevi